# Otilia Larrañaga
Otília Larrañaga Villarreal (3 de novembro de 1931 – 6 de outubro de 2021) foi uma dançarina e atriz mexicana que participou em filmes mexicanos clássicos e também em programas de televisão.

## Biografia
Larrañaga estudou dança com seu tio Ignácio Larrañaga e, mais tarde, balé com Lettie H. Carroll. De 1947 a 1950, ela foi membro do grupo de dança de Carroll e participou das temporadas do Palacio de Bellas Artes da Ópera Nacional, na Cidade do México.
Uma notável dançarina desde os 15 anos, ela começou sua carreira no cinema no início da década de 1950, com pequenos papéis em Secretaria particular (1952) e No te ofendas, Beatriz  (1953).
Um de seus primeiros sucessos foi a sua atuação na peça Ángeles y payasos (1952), dirigida por Luz Alba no Teatro Esperanza Iris. O crítico de teatro Armando de María y Campos escreveu que "a melhor atuação foi a de Otília Larrañaga, como atriz e dançarina, bela figura e requintada no sentimento. O seu futuro é esplêndido, qualquer que seja o caminho que ela escolher".
Ela conheceu seu primeiro marido, o cantor e ator Antonio "Tony", Aguilar, na estação XEW TV em 1952. Larrañaga e Aguilar realizaram juntos os filmes de Mi papá tuvo la culpa (1953) e Reventa de esclavas (1954).
Ela obteve seu primeiro papel de protagonista no filme La flecha envenenada (1957) com Gastón Santos.
Em 1957, recebeu uma nomeação para o Prêmio Ariel para Melhor Atuação d Jovens pelo filme Caras nuevas (1956).
Em 1968, ela se casou com seu segundo marido, o ator Rogelio Guerra, com quem teve uma filha chamada Hildegard. Eles se divorciaram em 1974.

## Filmografia
- Secretaria particular
- No te ofendas, Beatriz
- Mi papá tuvo la culpa
- El valor de vivir
- Reventa de esclavas
- Maldita ciudad
- Las viudas del cha-cha-cha
- Caras nuevas
- La flecha envenenada
- La locura del rock and roll